# Jean-François Larios
Jean-François Larios (ur. 27 sierpnia 1956 w Sidi Bu-l-Abbas) – piłkarz francuski grający na pozycji pomocnika.

## Kariera klubowa
Larios urodził się w Algierii, ale karierę piłkarską rozpoczął we Francji. Początkowo trenował w amatorskich klubach Bourbaki de Pau i Jeanne d’Arc du Béarn. W 1973 roku został piłkarzem AS Saint-Étienne i sezonie 1974/1975 zadebiutował w jego barwach w Ligue 1. W pierwszych trzech sezonach był rezerwowym, ale wywalczył dwa tytuły mistrza kraju w 1975 i 1976 roku oraz dwa Puchary Francji w latach 1975 i 1977. Nie mając miejsca w składzie Lyonu został latem 1977 na rok wypożyczony do Bastii. Po powrocie z Korsyki stał się już podstawowym zawodnikiem AS Saint-Étienne. W 1981 roku po raz trzeci w karierze został z tym klubem mistrzem Francji.
Na początku 1983 roku Larios został piłkarzem hiszpańskiego Atlético Madryt, jednak od stycznia do czerwca nie rozegrał żadnego spotkania w Primera División. Latem wyjechał do Stanów Zjednoczonych i występował w klubie ligi NASL, Monteralu Manic. Na początku 1984 roku na pół sezonu przeszedł do Neuchâtel Xamax.
Latem 1984 Larios wrócił do Francji i podpisał kontrakt z Olympique Lyon. Przez rok grał z nim w drugiej lidze francuskiej, po czym odszedł do RC Strasbourg. Jednak na koniec sezonu 1985/1986 spadł z nim do drugiej ligi. W sezonie 1986/1987 grał w OGC Nice, a karierę piłkarską zakończył w 1988 roku jako piłkarz Montpellier HSC.
| Sezon   | Klub             | Kraj              | Rozgrywki        | Mecze | Bramki |
| ------- | ---------------- | ----------------- | ---------------- | ----- | ------ |
| 1974/75 | AS Saint-Étienne | Francja           | Ligue 1          | 1     | 0      |
| 1975/76 | AS Saint-Étienne | Francja           | Ligue 1          | 5     | 2      |
| 1976/77 | AS Saint-Étienne | Francja           | Ligue 1          | 10    | 1      |
| 1977/78 | SC Bastia        | Francja           | Ligue 1          | 34    | 5      |
| 1978/79 | AS Saint-Étienne | Francja           | Ligue 1          | 35    | 10     |
| 1979/80 | AS Saint-Étienne | Francja           | Ligue 1          | 37    | 3      |
| 1980/81 | AS Saint-Étienne | Francja           | Ligue 1          | 31    | 5      |
| 1981/82 | AS Saint-Étienne | Francja           | Ligue 1          | 37    | 13     |
| 1982/83 | AS Saint-Étienne | Francja           | Ligue 1          | 11    | 2      |
| 1982/83 | Atlético Madryt  | Hiszpania         | Primera División | 0     | 0      |
| 1983    | Montreal Manic   | Stany Zjednoczone | NASL             | 6     | 1      |
| 1983/84 | Neuchâtel Xamax  | Szwajcaria        | Nationalliga A   | 13    | 5      |
| 1984/85 | Olympique Lyon   | Francja           | Ligue 2          | 27    | 1      |
| 1985/86 | RC Strasbourg    | Francja           | Ligue 1          | 19    | 0      |
| 1986/87 | OGC Nice         | Francja           | Ligue 1          | 19    | 3      |
| 1987/88 | Montpellier HSC  | Francja           | Ligue 1          | 11    | 0      |

## Kariera reprezentacyjna
W reprezentacji Francji Larios zadebiutował 7 października 1978 roku w wygranym 3:1 spotkaniu eliminacji do Euro 80 z Luksemburgiem. W 1982 roku został powołany przez selekcjonera Michela Hidalgo na Mistrzostwa Świata w Hiszpanii. Był tam rezerwowym zawodnikiem i rozegrał dwa mecze: z Anglią (1:3) i o 3. miejsce z Polską (2:3), który był jego ostatnim w kadrze narodowej. Łącznie rozegrał w niej 17 spotkań i strzelił 5 goli. Podczas Mundialu w 1982 roku opuścił obóz Francji z powodu domniemanego romansu z żoną Michela Platiniego.